# Midland F1 Racing
Midland F1 Racing (també coneguda com MF1 Racing, o simplement Midland) va ser un constructor de Fórmula 1 i equip de carreres que va competir la temporada de Fórmula 1 2006 amb els pilots Christijan Albers i Tiago Monteiro. L'equip va ser creat pel canvi de nom de Jordan Grand Prix després de la seva compra per l'empresari canadenc i propietari del grup Midland, Alex Shnaider. L'equip va tenir llicència com el primer equip rus de Fórmula 1, encara que va continuar amb la seu al Regne Unit, a la fàbrica de Silverstone de Jordan. Cap al final de la temporada 2006, l'equip va ser venut a Spyker Cars NV; l'equip va córrer en els seus tres últims Grans Premis sota el nom oficial de Spyker MF1 Racing. El 2007, l'equip va competir com a Spyker F1, i el 2008 va ser venut a l'empresari indi Vijay Mallya i va ser rebatejat com a Force India F1.

## Compra de Jordan el 2005

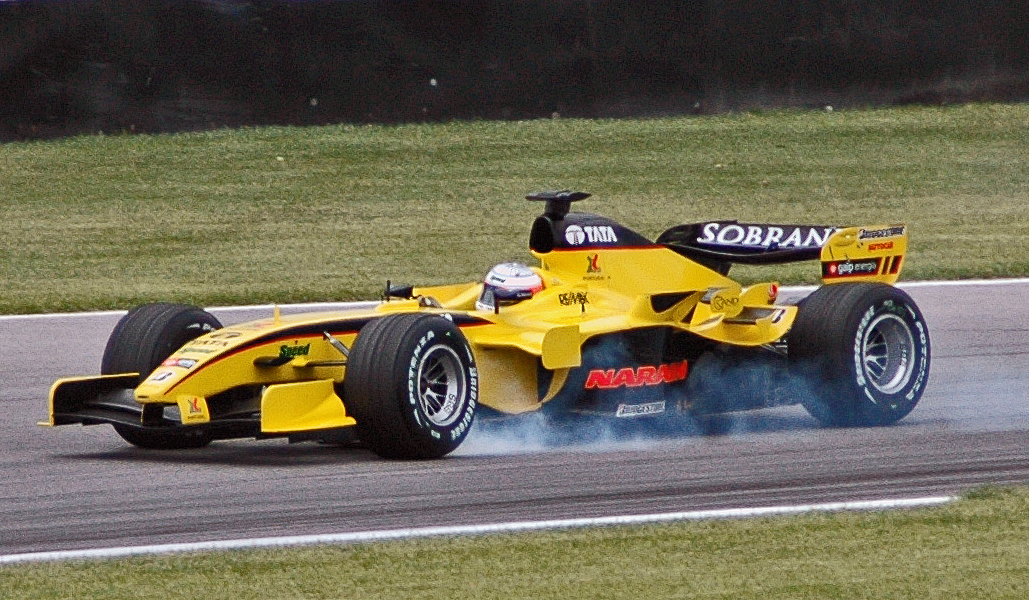
Narain Karthikeyan conduint per Jordan, propietat de Midland, al Gran Premi dels Estats Units de 2005.

L'interès del grup Midland per la participació en la Fórmula 1 va començar el 2004 quan van confirmar els seus plans per crear un equip per competir la temporada 2006. Encara que inicialment estaven vinculats amb la creació d'una nova unitat o la compra de Jaguar, el grup va signar un acord per comprar l'equip Jordan a Eddie Jordan abans de la temporada 2005, per una suma de 60 milions de dòlars. Com a resultat, l'equip seria una continuació legal de Jordan i no una nova entitat subjecta a la fiança d'entrada de 48 milions de dòlars de la Fórmula 1. També va permetre a Midland reclamar els ingressos televisius generats pel novè lloc posterior de Jordan al campionat de constructors.
L'equip va conservar el nom de Jordan per a la temporada 2005, però va lluitar al fons de la graella amb els pilots novells Narain Karthikeyan i Tiago Monteiro. El més destacat de la temporada va ser el tercer lloc de Monteiro al Gran Premi dels Estats Units (en el qual només van competir sis cotxes per problemes amb els pneumàtics Michelin), Monteiro va aconseguir una excel·lent vuitena posició a Spa en condicions humides per donar al nom de Jordan el seu últim punt. i la seva llarga ratxa de finals consecutius, que va subratllar la fiabilitat del cotxe.
Alguns informes dels mitjans en aquest moment van començar a especular que Midland no estava satisfet amb la seva compra i buscava descarregar Jordan fins i tot abans que l'equip entrés amb el seu propi nom el 2006. El director de l'equip Trevor Carlin va deixar l'equip després de set carreres, i l'enginyer i dissenyador en cap Mark Smith abans del final de la temporada. Hi va haver informes consistents que l'equip estava relacionat amb una compra per part de l'antic pilot de Fórmula 1 Eddie Irvine.

## temporada 2006

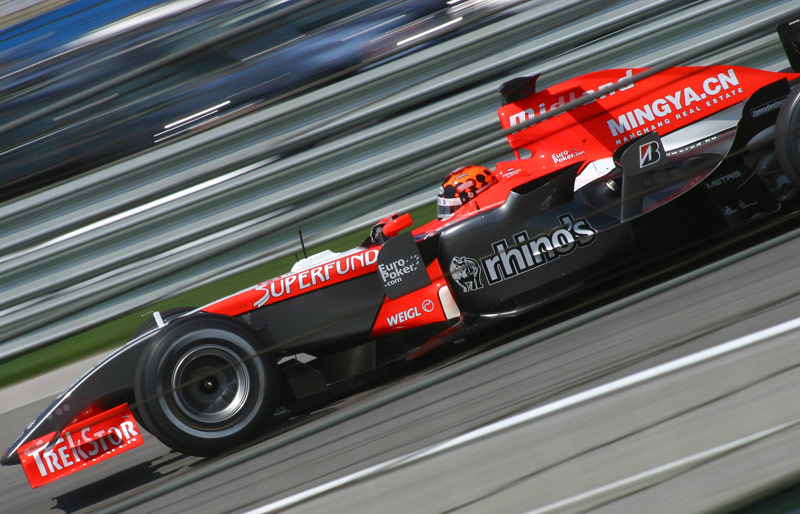
Christijan Albers al Gran Premi dels Estats Units de 2006.

El nom de l'equip es va canviar a MF1 Racing per a la temporada 2006 de Fórmula 1. Al Regne Unit, va sorgir una broma sobre aquesta forma abreujada escrita de la mateixa manera que el fabricant de mobles econòmics MFI. Durant l'hivern, el pilot rus Roman Rusinov va provar un cotxe nou, el Midland M16 amb una nova decoració (vermell, blanc i negre per reflectir els colors corporatius del Midland Group) i motors Toyota. El motociclista de MotoGP Max Biaggi també va fer una prova amb el cotxe a Silverstone al gener. El constructor italià de cotxes de carreres Dallara havia estat contractat originalment per desenvolupar l'M16, però l'acord es va suspendre durant el procés de disseny després d'una contribució decebedora del fabricant italià. Posteriorment, l'alta direcció va confiar en l'equip de disseny titular, promovent l'antic cap de ciència de vehicles James Key al paper de director tècnic a finals de la temporada 2005.
Shnaider havia insistit que Midland tenia la intenció de presentar el primer pilot rus de la Fórmula 1 -tot i que els pilots russos havien provat en el passat, principalment per a l'equip Minardi, ningú no havia competit mai en un Gran Premi-, però en canvi va fitxar l'holandès Christijan Albers de Minardi, i va retenir el pilot portuguès Tiago Monteiro. L'equip havia fracassat anteriorment en un intent de fitxar Takuma Sato.
Durant el temps molt curt de l'equip a la F1, van utilitzar tres pilots els divendres dels Grans Premis:
- Markus Winkelhock a Sakhir, Melbourne, Hockenheim i Hungaroring
- Giorgio Mondini a Sepang, Imola, Barcelona, Montecarlo, Silverstone, Montreal, Indianàpolis, Istanbul i Monza
- Adrian Sutil a Nürburgring i Magny-Cours

Durant les últimes tres carreres, com a Spyker MF1 Racing, l'equip va utilitzar els següents pilots de prova:
- Alexandre Prémat a Xangai
- Adrian Sutil a Suzuka
- EJ Viso a Interlagos

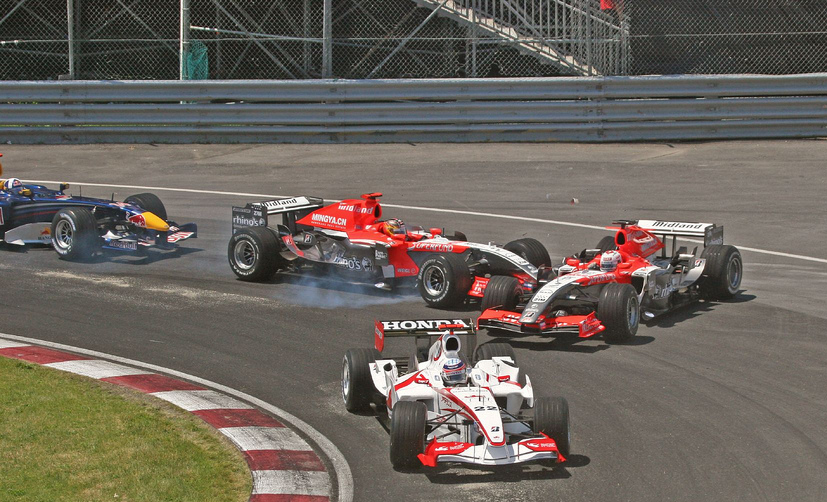
Els dos pilots de Midland xoquen a la primera volta del Gran Premi del Canadà de 2006.

A mesura que avançava la temporada 2006, l'equip va passar de córrer per davant de Super Aguri, però per darrere de tots els altres, a lluitar constantment amb altres equips de mig camp com Red Bull Racing i Scuderia Toro Rosso, tot i que només va acabar per davant dels cotxes paralitzats, Super Aguri i algun que altre Toro Rosso. Gran part d'aquest progrés es va deure al desenvolupament de pneumàtics de Bridgestone juntament amb millores significatives en l'aerodinàmica i el maneig (supervisats per Simon Phillips i Richard Frith respectivament). La millora del rendiment va fer que l'equip comencés a passar a la segona sessió de classificació de manera ocasional -vuit vegades d'un total de 36 possibles- amb una millor posició classificatòria de 14è.
Malauradament, aquest augment del rendiment a mitja temporada no es va traduir en resultats durs, ja que l'equip es va veure involucrat en diversos accidents a la primera volta, sobretot a Mònaco, Indianàpolis i Mont-real, i l'equip va ser desqualificat del Gran Premi d'Alemanya per córrer una ala flexible, contravenint el reglament tècnic de l'esport.
L'equip va passar d'estar al voltant de quatre segons del ritme per volta el 2005 a uns 2 segons per volta en el moment de la seva venda als cotxes Spyker el setembre de 2006.

## Venda de l'equip

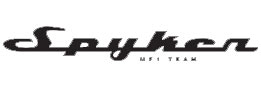
El logotip de Spyker MF1 Racing.

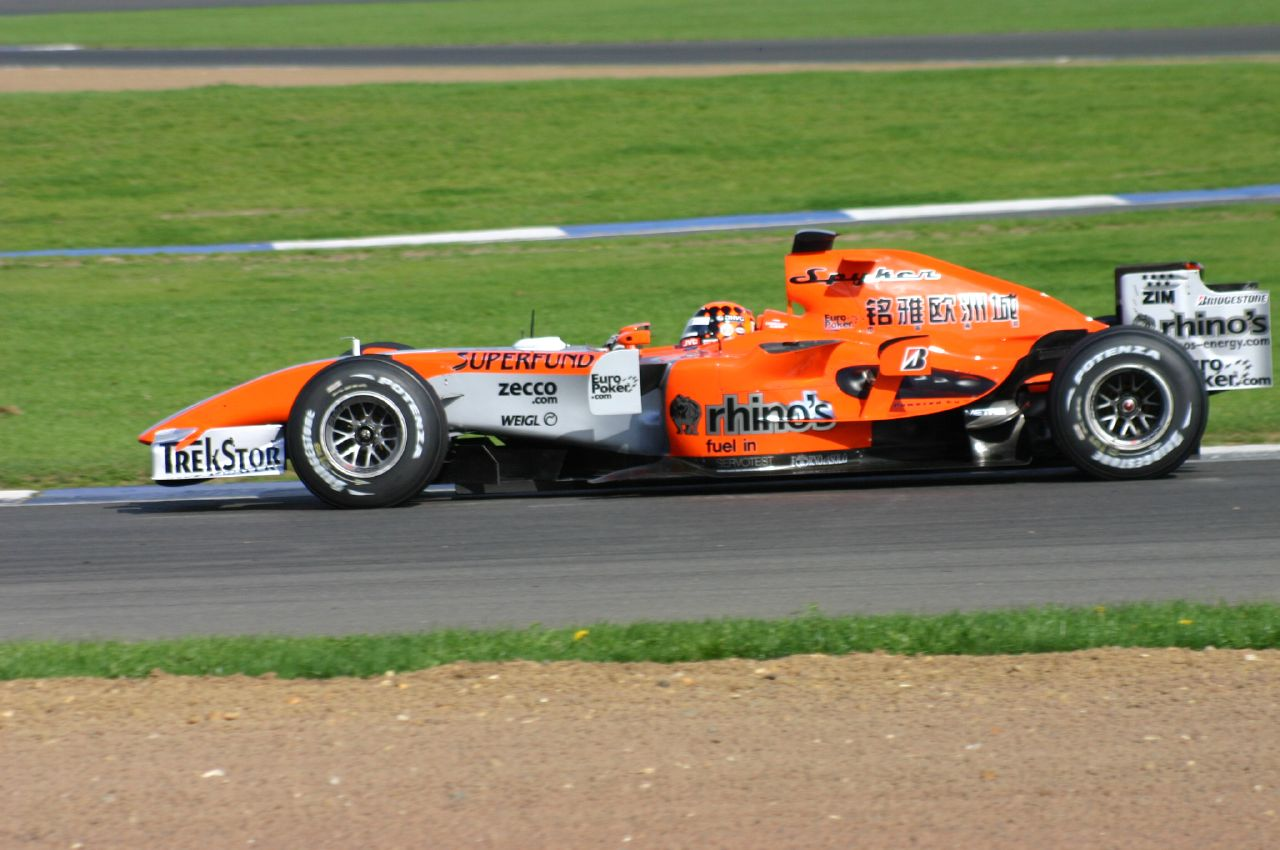
Christijan Albers conduint un M16 del 2006 amb la lliurea Spyker de finals de temporada.

Els rumors havien circulat al pàdoc durant tota la mitja temporada sobre la possible venda de l'equip, menys de dos anys després que Shnaider el comprés originalment a Eddie Jordan. Els informes van suggerir un preu de 128 milions de dòlars, i que Shnaider estava considerant seriosament la possibilitat de la venda. Els equips de Fórmula 1 s'havien tornat més valuosos, perquè després del 2008 no hi podien entrar més equips, amb el màxim de 12 places ja ocupades.
El 9 de setembre de 2006, es va revelar que l'equip va ser venut a Spyker Cars. Spyker va pagar 106,6 milions de dòlars per l'equip. El 10 de setembre, ITV Sport va dir que Shnaider ja no estava involucrat en l'equip des de l'anunci de la venda. Colin Kolles va romandre com a director de l'equip, mentre que Michiel Mol es va convertir en el nou director de curses de F1 i membre de la junta de Spyker i Mike Gascoyne es va incorporar com a dissenyador en cap al final de la temporada. Els cotxes van aparèixer amb una lliurea revisada per a les tres darreres carreres de 2006. No es permeten els canvis de nom a mitja temporada, però Spyker va poder anomenar-se legítimament com a patrocinador principal de l'equip, de manera que l'equip va córrer en els seus tres últims Grans Premis amb el nom oficial Spyker MF1 Racing. El 2007, l'equip va competir com a Spyker F1. A partir del 2008, l'equip va competir com a Force India.

## Resultats complets de la Fórmula 1
(clau) (els resultats en negreta indiquen la posició de la pole)
| Any      | Xassís | Motor                | Neumàtics | Conductors        | 1   | 2   | 3   | 4   | 5   | 6   | 7   | 8   | 9   | 10  | 11  | 12  | 13  | 14  | 15  | 16  | 17  | 18  | Points | WCC |
| -------- | ------ | -------------------- | --------- | ----------------- | --- | --- | --- | --- | --- | --- | --- | --- | --- | --- | --- | --- | --- | --- | --- | --- | --- | --- | ------ | --- |
| 2006     | M16    | Toyota RVX-06 2.4 V8 | B         |                   | BHR | MAL | AUS | SMR | EUR | ESP | MON | GBR | CAN | USA | FRA | GER | HUN | TUR | ITA | CHN | JPN | BRA | 0      | 10è |
| 2006     | M16    | Toyota RVX-06 2.4 V8 | B         | Tiago Monteiro    | 17  | 13  | Ret | 16  | 12  | 16  | 15  | 16  | 14  | Ret | Ret | DSQ | 9   | Ret | Ret | Ret | 16  | 15  | 0      | 10è |
| 2006     | M16    | Toyota RVX-06 2.4 V8 | B         | Christijan Albers | Ret | 12  | 11  | Ret | 13  | Ret | 12  | 15  | Ret | Ret | 15  | DSQ | 10  | Ret | 17  | 15  | Ret | 14  | 0      | 10è |
| Sources: |        |                      |           |                   |     |     |     |     |     |     |     |     |     |     |     |     |     |     |     |     |     |     |        |     |

- L'equip va ser desqualificat del Gran Premi d'Alemanya per córrer una ala flexible en contravenció del reglament tècnic de l'esport.